# Chrysops venus
Chrysops venus är en tvåvingeart som beskrevs av Philip 1950. Chrysops venus ingår i släktet Chrysops och familjen bromsar. Inga underarter finns listade i Catalogue of Life.